# Paganor
Paganor je prigradsko naselje u Puli koje administrativno pripada mjesnom odboru Veli Vrh.
Paganor sa sjevera ograničuje Valdenaga i Šurida (općina Fažana), s istoka Veli Vrh, s juga Karšiole, a sa zapada Štinjan. Fažanska cesta čini južnu granicu Paganora, a Vodnjanska cesta njegovu istočnu granicu.